# Agenda setting
La teoria de l'agenda setting o agenda mediàtica radica en la idea o percepció que els mitjans de comunicació poden arribar a tenir una influència molt profunda en el procés de formació de l'opinió pública. Bernard Cohen afirma que "la premsa potser no tinga èxit dient-li a la gent com ha de pensar, però sí que triomfa meravellosament dient-li als seus lectors sobre què ha de pensar".
Aquesta teoria parteix de dos fets gairebé indiscutibles sobre els mitjans de comunicació: d'una banda, que aquests actuen com a filtres de la realitat. Això no obstant, mai no poden reflectir-la amb total fidelitat, ja que tan sols pel fet de seleccionar unes dades o altres s'està adoptant una perspectiva subjectiva, encara que s'intente deixar de banda la parcialitat. D'altra banda, que aquesta tria d'esdeveniments o dades que fan els mitjans influeix en la consideració que té el públic d'ells, ja que, per exemple, el lector sempre considerarà que la notícia que ocupa la primera plana és més important que la de la tercera.
Estretament relacionada amb aquesta dinàmica està el que seria l'estructura que actualment regeix la dicotomia mitjans-públic. Aquest darrer ja no és tan sols una minoria il·lustrada que cerca als diaris sobretot informació i debat sobre temes polítics i comercials. Ara es tracta d'un públic majoritari o massificat, que resulta fàcilment manipulable per a uns mitjans que es mouen en sentit unidireccional, i que han deixat de banda els discursos elaborats i reflexius en favor d'una tipologia més comercial i, sobretot, amb més capacitat de penetració en el públic: la notícia.

## Origen del concepte
Els primers a utilitzar el terme agenda setting van ser els comunicòlegs Maxwell McCombs i Donal Shaw a 1972. Després d'estudiar les campanyes electorals de les presidencials als EUA a 1968, 1972 i 1976 van concloure que aquells temes que havien rebut més atenció mediàtica també eren els que els votants consideraven primordials de la campanya. Utilitzaren, doncs, aquesta denominació per a referir-se al poder dels mitjans per a centrar l'atenció del seu públic en determinades qüestions que són presentades com a més rellevants, i conformaven així l'anomenada opinió pública o pensament col·lectiu.
L'opinió pública, segons l'estudiós Walter Lippman, “respon a un ‘pseudoentorn' construït pels mitjans informatius. El món que hem d'afrontar políticament queda fora del nostre abast, visió i comprensió. Per tant, ens veiem en la necessitat d'investigar-lo, narrar-lo i imaginar-lo.” És a dir, els mitjans de comunicació serien com una mena de “font primària” d'imatges, reflexos i percepcions més bé subjectives d'allò que passa al món i que, inevitablement, condiciona la visió que tenim.
L'opinió pública, a més a més, és un concepte relacionat amb l'espai públic, un espai que teòricament ha de quedar lliure d'interessos privats. No obstant això, el que és cert és que en el seu procés de formació hi participen una gran majoria de mitjans de comunicació que pertanyen a la iniciativa privada i comercial, i els interessos d'aquestes entitats tenen un paper important en aquest fenomen.

## Teoria de Maxwell McCombs
La teoria de l'agenda-setting va iniciar-se, en una primera fase, com l'estudi de la influència de l'agenda temàtica dels mitjans de comunicació sobre l'agenda del públic. Un cop acumulats una sèrie d'estudis reeixits en aquesta direcció, la segona fase d'expansió de la teoria va explorar les diverses condicions contingents que reforcen o redueixen els efectes de fixació de l'agenda entre el públic. Aquesta segona fase va obrir la porta a la complementarietat dels estudis quantitatius per part dels qualitatius, a l'hora d'analitzar els continguts de la premsa en el marc d'aquesta línia teòrica. Aquesta fase, per tant, va començar a perfilar els estudis d'agenda building. El tercer pas va consistir a ampliar l'estudi de la influència dels mitjans de comunicació, a l'hora de fixar l'agenda, des dels efectes sobre l'atenció –agenda dels objectes– als efectes en la comprensió –agenda dels atributs. Així, una quarta fase en la ja considerablement llarga tradició d'estudis sobre l'agenda s'ha centrat en l'exploració dels orígens de l'agenda mediàtica. I alguns dels més recents configuren la cinquena fase, que analitza les conseqüències del procés d'establiment de l'agenda.
Segons McCombs, la influència dels mitjans fins i tot va més enllà de tan sols posar davant el receptor segons quins temes. A Influencing the pictures in our heads: two dimensions of agenda setting, aquest autor distingeix una mena de dues fases o aspectes que són les que introduirien més opinió que no pas fets asèptics en la ment del lector/espectador:
1. El priming (preparació o preactivació), pel qual pel fet de donar més rellevància a uns o altres esdeveniments, el receptor arriba a concebre que aquests tenen més importància.
2. El framing (enquadrament), en el qual, a més d'aquesta selecció de dades, aquestes queden impregnades de manera irremeiable pel punt de vista de l'emissor, en major o menor grau. Les paraules gairebé mai no són neutres, i la tria d'unes o d'altres, el que McCombs anomena “atributs” influiran també en la manera de comprendre el cas del receptor. Sense poder evitar-ho, el problema s'interpreta i es jutja amb més o menys contundència.

## Crítiques a l'agenda setting
El professor José María Rubio Ferreres, de la Universitat de Granada, afirma: “Aquesta influència també depèn dels moments més o menys crítics de la societat. Sembla que en temps de crisi els mitjans tendeixen a ser més influents, com per exemple en la caiguda del comunisme a Europa, la guerra del Golf i d'Iraq, i actualment la crisi financera a nivell mundial.” És a dir, que el rerefons historicosocial del receptor també influeix en la manera en què percep la realitat. Com assenyala Mauro Wolf, el lector/espectador no parteix de zero quan rep un determinat missatge. "El destinatari ha de combinar la informació d'entrada amb l'emmagatzemada en la memòria.". La interpretació que fa el mateix subjecte és fonamental també a l'hora de definir quin efecte causa en ell una o altra notícia.
És aquest un pensament a tenir en compte però açò tampoc invalida la conclusió principal de la teoria de l'agenda setting, i és que els mitjans de comunicació exerceixen un gran poder en la configuració de la manera de pensar col·lectiva, si bé aquests efectes no són a curt termini, és a dir, potser no provoquen un canvi radical de comportament o pensament en els receptors, sí que ajuden a conformar una determinada perspectiva de com és la realitat.